# Richard Landes
Richard Allen Landes (* 24. Juni 1949) ist ein US-amerikanischer Historiker und Autor, sein Spezialgebiet ist der Millenarismus. Er ist derzeit Associate Professor am Department of History der Boston University. Landes war ebenso Direktor des inzwischen nicht mehr existierenden Center for Millennial Studies.

## Leben
Landes betrachtet Religion als eine gesellschaftlich wichtige Kraft, die die Beziehungen zwischen Eliten und Normalbürgern in vielen Ländern und Zeitabschnitten prägt. Unter „demotic religiosity“ versteht er eine Haltung, die Gleichheit vor dem Gesetz für wichtig hält, körperlicher Arbeit einen hohen Rang einräumt, heilige Texte und Anteil am Gott allen Gläubigen zugesteht und moralische Integrität über Standesehre würdigt. Er hat ursprünglich Mittelalterstudien betrieben und konzentrierte sich anfangs auf die Periode 1000 nach  Christus.
Von 1995 bis 2004 stand er dem Zentrum für Millennial Studies der Boston University vor. Er organisierte jährliche Tagungen und gab eine Onlinezeitschrift heraus, das Journal of Millennial Studies. Zu den Ergebnissen gehören eine  Enzyklopädie des Millennialismus und der zugehörigen Bewegungen sowie eine Retrospektive zu den apokalyptischen Aspekten der Protokolle der Weisen von Zion.
Landes sieht aufgrund der Jahreswende 2000 ähnliche apokalyptische Strömungen in der Gegenwart. Den globalen islamistischen Dschihad bezeichnet er als eine milleniaristische Bewegung. Dabei spiele für den Dschihad das Internet eine ähnliche Rolle wie die Druckerei für den Protestantismus.
2011 arbeitete er am International Consortium on Research in the Humanities der Friedrich-Alexander-Universität Erlangen-Nürnberg. Anschließend kehrte er zu seinen mittelalterlichen Studien zurück. Er beschäftigte sich mit dem Jahr 6000 der jüdischen Zeitrechnung, welches im mittelalterlichen Europa für 500 und 801 n. Chr. als Ende der Zeiten angesehen wurde. In beiden Fällen nutzte dies Landes zufolge die klerikale Elite, zunächst um auf ein Ende der Zeiten warnend hinzuweisen, danach um die Chronologie entsprechend zu korrigieren. Im Jahr 500 wurde die biblische Zeitrechnung von 6000 auf 5700 korrigiert. 801 war das AD-Datum eingeführt worden, welche ein Datum der Apokalypse auf 1000 oder 1033 nach der Geburt oder der Kreuzigung Christi vorsah. 801 war sozusagen nicht mehr zu vermeiden. Das Christentum erhielt dadurch einiges an demotischen Schüben, Pilgerwesen, Häretiker, Geißler und Barfüßer erhielten Auftrieb.

## Zum israelisch-palästinensischen Konflikt
Landes ist ein ausgesprochener Verteidiger Israels und kritisiert antiisraelische Propaganda in Nachrichten und Kommentaren. Er bezichtigt die Mainstreampresse, unberechtigte und gefälschte Nachrichten palästinensischer Quellen ungeprüft zu übernehmen. Er streitet keineswegs ab, dass israelische Militäroperationen auch Tote und Verletzte zur Folge hatten, sieht aber deutliche Übertreibungen zugunsten von Propaganda von interessierter Seite.
Der Begriff Pallywood stammt von ihm, er bezeichnet damit für europäische und amerikanische Medienvertreter aufgesetzte und gestellte Berichte über den Nahostkonflikt.
Landes bloggt beim  „blogs at the Daily Telegraph“ und betreibt zwei persönliche Webseiten The Augean Stables und The Second Draft (siehe bei Weblinks). The Augean Stables (dt. Die Ställe Augias’) betrifft antiisraelische Medienthemen und Angelegenheiten. The Second Draft (der zweite Entwurf) widmet sich ausschließlich antiisraelischer Propaganda. Landes befasste sich insbesondere mit der Frage, ob der palästinensische Junge Muhammad al-Durrah durch israelische Truppen erschossen wurde, und der dazugehörigen Berichterstattung durch französische Medien. Ein anderer Fall ist die Darstellung des von einem israelischen Polizisten vor einem arabischen Mob geschützten amerikanischen Studenten Tuvia Grossman als angeblich misshandeltem Palästinenser.
Für den Goldstone Report, eine von mehreren Autoren betriebene Webseite zu Unstimmigkeiten bei der United Nations Fact Finding Mission on the Gaza Conflict, wie auch der Berichterstattung zum Gazastreifen hat er wesentliche Beiträge verfasst.

## Bücher
- Essays on the Peace of God : the church and the people in eleventh-century France. Mit Thomas J. Head. Waterloo University, Waterloo, Ontario 1987, OCLC 18039359 (englisch).
- Naissance d'Apôtre: Les origines de la Vita prolixior de Saint Martial de Limoges au XIe siècle. Übersetzung: Catherine Paupert. Brepols, Turnhout, Belgium 1991, ISBN 2-503-50045-5 (französisch).
- The Peace of God: social violence and religious response in France around the year 1000. Mit Thomas J. Head. Cornell University Press, Ithaca, N.Y 1992, ISBN 0-8014-2741-X (englisch).
- Relics, apocalypse, and the deceits of history: Ademar of Chabannes, 989-1034. Harvard University Press, Cambridge 1995, ISBN 0-674-75530-8 (englisch).
- Encyclopedia of millennialism and millennial movements. Routledge, New York 2000, ISBN 0-415-92246-1 (englisch).
- The apocalyptic year 1000: religious expectation and social change, 950-1050. Mit Van Meter, David C.; Gow, Andrew Sydenham Farrar. Oxford University Press, Oxford 2003, ISBN 0-19-511191-5 (englisch).
- Heaven on Earth: The Varieties of the Millennial Experience. Oxford University Press, Oxford 2011 (englisch, oup.com).
- The Paranoid Apocalypse: A Hundred Year Retrospective on The Protocols of the Elders of Zion. Mit Stephen Katz. New York University Press, New York 2011 (englisch, nyupress.org).
- Can “The Whole World” Be Wrong? Lethal Journalism, Antisemitism, and Global Jihad (Antisemitism in America). Academic Studies Press, Boston 2022, ISBN 978-1-64469-994-2 (englisch, 550 S.).

## Artikel
- Jews as Contested Ground in Post-Modern Conspiracy Theory. In: Jewish Political Studies Review. Vol. 19, Nos. 3-4 (2007), 9-34.
- Edward Said and the Culture of Honor and Shame: Orientalism and Our Misperceptions of the Arab-Israeli Conflict. In: Israel Affairs. Special issue, 13, 2007, S. 4, 84–58, und in Donna Divine, Philip Salzman (Hrsg.): Postcolonial Theory and the Arab-Israeli Conflict. Routledge, London 2007, ISBN 978-0-415-44325-8.
- Goldstone's Gaza Report, Part I: A Failure of Intelligence. In: Middle East Review of International Affairs (MERIA). January 2010.
- Goldstone's Gaza Report, Part II: A Miscarriage of Human Rights. In: Middle East Review of International Affairs (MERIA). January 2010.